# Спавачи (роман, 1967)
Спавачи је кратки аутобиографски роман некада чувеног београдског боема, стрип аутора и писца Жике Тодоровића, коју је објавио 1967. године под псеудонимом Жак Себастијан). Представља својеврсну хронику боемског живота и духа Београду у првих 20 послератних година. Српски књижевник и књижевни критичар Васа Павковић сматра је важном за српску књижевност тог времена. Оригинално издање објавио је аутор сам, а 2017. и 2021. (друго издање) године роман је реиздала издавачка кућа Ренде.
Роман Спавачи је први од три кратка аутобиографска романа која је Тодоровић написао и објавио непосредно пре своје преране смрти, у 44. години живота.

## О роману
Жика Тодоровић живео је боемским животом. Живео је у малом стану на једној мансарди у центру Београда, дружио се са различитим људима и многима од њих пружао преноћиште у свом дому. Међу његовим пријатељима је било много људи са друштвене маргине — бескућника, криминалаца, проститутки, коцкара, али и познатих уметника — сликара, писаца, глумаца... Коцка је била порок којем се није могао одупрети и због којег је стално био без новца, често гладан и промрзао, што је и утицало да се разболи и умре релативно млад. Управо о том и таквом животу он пише у свом роману Спавачи. Овај кратки роман пун је описа необичних ситуација са друштвене маргине оновременог Београда и занимљивих и често бизарних портрета. Представља својеврсну хронику боемског живота и духа Београду у првих 20 послератних година. Осим догодовштина на својој мансарди, Тодоровић описује и необичне догађаје који су се одиграли у хотелу „Москва”, чувеним београдским кафанама попут „Руског цара” и „Три шешира”, на Главној железничкој станици... Свој живот и стан у којем је живео у књизи описује овако:
| „ | Станујем на једној теразијској мансарди. И стан и атеље у једној соби. Био сам у рату добар борац, али у миру врло лош пливач. | ” |

Оно што Спавачима даје посебну вредност је чињеница да су међу пишчевим пријатељима поменутим у књизи били Марио Маскарели, Павле Вујисић, Чкаља и Јаша Гробаров, Душко Радовић, Новица Ђукић, Душан Савковић и Бранко В. Радичевић.
Овај аутобиографски роман од стотинак страна један је од три романа која је Тодоровић сам објавио, али и врло талентовано и зналачки илустровао. Роман Спавачи илустровао је са 5 оригиналних цртежа који прате радњу књиге.
Реиздање издавачке куће Ренде из 2017. садржи и аутопортрет аутора.

## Остали романи
После Спавача Жика Тодоровић је, такође под псеудонимом Жак Себастијан, објавио још два кратка романа: Покераши (1968) и Ноћне птице (1968) Роман „Покераши” посвећен је Тодоровићевом коцкарском лудилу, пороку којем се одао током рата и са којим није могао да прекине до краја живота. У роману описује забавну, али и патолошку страну коцкарског живота. Трећа књига „Ноћне птице” посвећена је проституткама. Описујући их у суштини као жртве друштва, забележио је многе животне приче и бизарне анегдоте, уз доста хумора и тек мало огорчености. Ова два романа још увек нису доживела савремена реиздања.